# Thierry Neuvic
Pour les articles homonymes, voir Neuvic.
Thierry Neuvic est un acteur français, né le 3 août 1970 à Montreuil.

## Biographie

### Carrière
Thierry Neuvic suit ses études au Cours Florent et à l'École nationale supérieure des arts et techniques du théâtre.
Au cinéma, il débute aux côtés de Juliette Binoche dans Code inconnu de Michael Haneke, dans Tout pour plaire avec Anne Parillaud, Judith Godrèche et Mathilde Seigner, dans Comme t'y es belle ! avec Michèle Laroque et Aure Atika.
La télévision lui offre de nombreux rôles dans des téléfilms comme Mausolée pour une garce avec Francis Huster et Sylvie Vartan, Alerte à Paris ! avec Claire Borotra et également dans des séries télévisées : Le Miroir de l'eau avec Cristiana Reali, mais aussi Clara Sheller avec Mélanie Doutey et Frédéric Diefenthal, Mafiosa, Juste un regard de Ludovic Colbeau-Justin créée par Harlan Coben.
En 2010, il est à l'affiche du film de Clint Eastwood : Au-delà aux côtés de Cécile de France et Matt Damon puis participe à Sherlock Holmes : Jeu d'ombres de Guy Ritchie aux côtés de Robert Downey Jr.,

### Vie privée
Thierry Neuvic a été jusqu'en 2011 le compagnon de l'actrice Hélène Fillières, sa partenaire dans Mafiosa puis dans Les Papas du dimanche de Louis Becker (2012).
De 2013 à 2016, il partage la vie de la chanteuse Jenifer, rencontrée sur le tournage du film Les Francis. Ensemble, ils ont un fils Joseph, né le 13 août 2014.[réf. nécessaire]

## Filmographie

### Cinéma
- 2000 : Code inconnu de Michael Haneke : Georges
- 2001 : Rats, l'invasion de Paris
- 2001 : Dieu est grand, je suis toute petite de Pascale Bailly : Le premier patient
- 2005 : Tout pour plaire de Cécile Telerman : Julien
- 2006 : Comme t'y es belle ! de Lisa Azuelos : Michel
- 2006 : Ne le dis à personne de Guillaume Canet : Marc Bertaud
- 2007 : Autopsy de Jérôme Anger : Dr Emmanuel Rivière
- 2008 : Stella de Sylvie Verheyde : Yvon
- 2008 : Love is dead de Éric Capitaine : Mathias (court-métrage)
- 2009 : Ne te retourne pas de Marina de Van : Teo #2
- 2009 : Oscar et la Dame rose d'Éric-Emmanuel Schmitt : Victor
- 2010 : Un poison violent de Katell Quillévéré : Paul Falguères
- 2010 : Au-delà (Hereafter) de Clint Eastwood : Didier
- 2010 : Domino(s) de Charles Poupot : Frank (court-métrage)
- 2011 : Derrière les murs de Julien Lacombe et Pascal Sid : Philippe
- 2011 : Sherlock Holmes : Jeu d'ombres (Sherlock Holmes: A Game of Shadows) de Guy Ritchie : Claude Ravache
- 2011 : Suerte de Jacques Séchaud
- 2011 : Ter-Ter de Fabien Carrabin et David Lucchini : Martinez (court-métrage)
- 2012 : Les Papas du dimanche de Louis Becker : Antoine
- 2013 : Au bonheur des ogres de Nicolas Bary : Carrega
- 2014 : Les Francis de Fabrice Begotti : Dumé
- 2014 : L'Affaire SK1 de Frédéric Tellier : Jensen
- 2014 : Crépuscule des ombres de Mohammed Lakhdar-Hamina[8]
- 2014 : Les enfants d'Abraham de David Lucchini, moyen-métrage[9]
- 2015 : Tu es si jolie ce soir de Jean-Pierre Mocky : Joe
- 2015 : Belle et Sébastien : L'aventure continue de Christian Duguay : Pierre
- 2015 : Antigang de Benjamin Rocher : Becker
- 2016 : Premier jour de Yohann Charrin : Serge (court-métrage) (film récompensé au Festival du Polar de Cognac et au Mindfield Film Festival de Los Angeles)
- 2016 : C'est quoi cette famille ?! de Gabriel Julien-Laferrière : Philippe
- 2018 : Belle et Sébastien 3 : Le Dernier Chapitre de Clovis Cornillac : Pierre
- 2019 : C'est quoi cette mamie ?! de Gabriel Julien-Laferrière : Philippe
- 2021 : C'est quoi ce papy ?! de Gabriel Julien-Laferrière : Philippe
- 2022 : Stella est amoureuse de Sylvie Verheyde : Yvon

### Télévision
- 1995 : Le juge est une femme de Noëlle Loriot : Franck Murat (épisode Le Secret de Marion)
- 1996 : La Femme dans la forêt d'Arnaud Sélignac : Alexandre
- 1997 : Sud lointain de Thierry Chabert : Gathelier (mini-série)
- 1997 : Si je t'oublie Sarajevo d'Arnaud Sélignac : Fred
- 1998 : Vertiges de Miguel Courtois : Charlie (épisode La Spirale)
- 1998 : Les Insoumis de Gérard Marx : Mat Prades
- 1998 : Louise et les Marchés de Marc Rivière : Philippe (mini-série)
- 2001 : Tel père, tel flic d'Éric Woreth : Stéphane Salevain
- 2001 : Mausolée pour une garce d'Arnaud Sélignac : Hervé Vosges
- 2004 : Joséphine, ange gardien de Patrick Malakian : Père Camille Flaubert (épisode Tous en chœur)
- 2004 : Le Miroir de l'eau d'Edwin Baily : Robin (mini-série)
- 2004 : Clara et associés : Mathieu Pages (épisode Double lutz)
- 2005 : Clara Sheller de Nicolas Mercier : Gilles (saison 1)
- 2005 : Fargas de Christophe Douchand (épisode Fashion victime)
- 2005 : Brasier d'Arnaud Sélignac : Benjamin
- 2005 : La Bonne Copine de Nicolas Cuche : Antoine
- 2005 : Alice Nevers, le juge est une femme de Christian Bonnet : Éric Armandin (épisode Feu le soldat du feu)
- 2006 : Alerte à Paris ! de Charlotte Brändström : Alex Cirelli
- 2006 : Petits Secrets et Gros Mensonges de Laurence Katrian : Max Ronsac
- 2006 - 2012 : Mafiosa d'Hugues Pagan : Jean-Michel Paoli (saisons 1 à 4)
- 2007 : La Promeneuse d'oiseaux de Jacques Otmezguine : Gaudion
- 2007 : La Légende des trois clefs de Patrick Dewolf : Capitaine Mathieu Di Maggio (mini-série)
- 2007 : Autopsy de Jérôme Anger : Emmanuel Rivière
- 2008 : Un admirateur secret de Christian Bonnet : Yann Russeil
- 2009 : L'Évasion de Laurence Katrian : André
- 2010 : L'Amour vache de Christophe Douchand : Luc
- 2010 : Le cose che restano (it) de Gianluca Maria Tavarelli (it) : Michel (mini-série)
- 2011 : L'Amour encore plus vache de Christophe Douchand : Luc
- 2011 : Tout le monde descend ! de Renaud Bertrand : Pierre-Alain Kessler
- 2011 : Ni vu, ni connu de Christophe Douchand : Lino Vars
- 2013 : Silences d'État de Frédéric Berthe : Nicolas Malisewski
- 2014 : Ligne de mire de Nicolas Herdt : David
- 2017 : Juste un regard de Ludovic Colbeau-Justin : Bastien Beaufils
- 2018 : Illégitime de Renaud Bertrand : Stéphane
- 2018 : Piégés de Ludovic Colbeau-Justin : Marc (mini-série)
- 2019 : La Malédiction de Provins d'Olivier Doran : Patrick Robin
- 2019 : Coup de foudre à Saint-Pétersbourg de Christophe Douchand : Vania
- 2020 : Une belle histoire de Frédéric Krivine et Emmanuel Daucé : Éric (mini-série)
- 2021 : J'ai menti de Frédéric Berthe : commandant Joseph Layrac (mini-série)
- Depuis 2021 : Sam : Laurent (saisons 6 ,7 et 8)
- 2022 : La Maison d'en face de Lionel Bailliu : Stéphane Chevalier (mini-série)
- 2022 : Le mystère Daval : capitaine de police Dacosta
- 2022 : Le Remplaçant (épisodes 7 et 8)
- 2022 : L'Impasse de Delphine Lemoine : Thomas
- 2023 : Infiltré(e) de Jean-Philippe Amar : commissaire Max Vernet (mini-série)
- 2024 : La Recrue d'Alexandre Coffre : Vincent Béraud (mini-série)
- 2025 : Made in France de Mathilde Vallet : Olivier (mini-série)
- 2026 : Vendetta d'Ange Basterga (mini-série)

## Théâtre
- Baal de Bertolt Brecht, mise en scène Jean-Pierre Garnier
- Lulu de Frank Wedekind, mise en scène Jean-Pierre Garnier
- État des lieux, mise en scène M.P. Bellemare
- Essai sur les romantiques, mise en scène D. Dalmay
- Pour une paire de mare nostrum, mise en scène Lisa Wurmser et F. Elkemenck
- Jeffery, mise en scène Raymond Acquaviva
- Les grandes illusions, mise en scène Valérie Nègre
- Cyrano de Bergerac d'Edmond Rostand, mise en scène Valérie Nègre
- Une envie de tuer sur le bout de la langue de Xavier Durringer, mise en scène Thierry de Peretti
- 1996 : La Parisienne de Henry Becque, mise en scène Jean-Louis Benoît
- 1999 : L'Avare de Molière, mise en scène Jérôme Savary, Centre national de création d'Orléans, Théâtre national de Chaillot
- 2000 : L'Avare de Molière, mise en scène Jérôme Savary, Théâtre des Célestins
- 2000 - 2001 : Un trait de l'esprit de Margareth Edson, mise en scène Jeanne Moreau

## Distinction
- Festival de Luchon 2019 : Meilleur acteur pour Illégitime